# Authenticated Encryption
Authenticated Encryption (AE) oder Authenticated Encryption with Associated Data (AEAD) ist eine Kategorie von Betriebsmodi von Blockchiffren, die neben Vertraulichkeit auch Authentizität und Integrität sicherstellen. Authenticated Encryption kombiniert die in einem Verschlüsselungsprotokoll üblicherweise eingesetzten Mechanismen Verschlüsselung und Message Authentication Code in ein integriertes Schema.
Authenticated Encryption vereinfacht dem Anwendungsentwickler die Realisierung von Vertraulichkeit und Nachrichtenauthentitizät, da beides zusammen über eine gemeinsame Programmierschnittstelle angeboten wird. Der Entwickler muss sich nicht damit auseinandersetzen, die einzelnen Mechanismen selbst zusammenzusetzen, was anfällig für sicherheitsrelevante Fehler ist.
AEAD stellt neben dem Schutz einer vertraulichen Nachricht die Authentizität und Integrität weiterer Daten (englisch associated data: dazugehörige Daten) sicher, die nicht verschlüsselt werden. Der Zweck ist zum Beispiel die Übermittlung eines Nachrichten-Headers, der zur Verarbeitung im Klartext vorliegen muss.

## Verwendung
AEAD-Verfahren werden unter anderem in den Verschlüsselungsprotokollen SSH und TLS verwendet. Für TLS-Version 1.3 sind nur noch AEAD-basierte Cipher Suites zugelassen.

## Verfahren
- CCM Mode
- Galois/Counter Mode (GCM)
- Offset Codebook Mode (OCB)
- EAX-Modus
- Integrity Aware Parallelizable Mode (IAPM)